# Franz Xaver Stocker
Franz Xaver Stocker (* 1809 in vermutlich Donaueschingen; † 1875 in Aglasterhausen) war ein deutscher Arzt und Revolutionär in der badischen Revolution von 1848/49.

## Leben
Stocker immatrikulierte sich zum Wintersemester 1823 an der Universität Freiburg zunächst an der philosophischen Fakultät, ab dem Wintersemester 1825 studierte er Medizin. Er wird bei der öffentlichen Bekanntmachung seiner im Spätjahr 1830 erfolgten Approbation als praktischer Arzt – entsprechend der Bezeichnung Danubiöschinganus in der Universitätsmatrikel – als „von Donaueschingen“ bezeichnet und erwarb im Frühjahr 1831 zusätzlich die Lizenzen zur Ausübung von Wundarzneikunde und Geburtshülfe. Erste berufliche Stationen lassen sich bisher in Hilzingen (1841) und Tengen (Thengenstadt) (1843) nachweisen. 1846 ist er dann als praktischer Arzt in Haßmersheim belegt. Hier tritt Stocker als Teilnehmer der badischen Revolution von 1848/49 in Erscheinung, zunächst als Schriftführer des Haßmersheimer Volksvereins; im Juni 1849 trat er als Feldarzt der badischen Volkswehr bei und ist schließlich auch im Lazarett der belagerten Festung Rastatt zu finden.
1850 ist Stocker als Arzt wieder in Haßmersheim tätig und dort auch noch 1859 nachweisbar. Von hier aus ging er diversen nebenberuflichen Interessen nach und trat etwa 1852 dem 1848 in Heidelberg gegründeten Verein für deutsche Reinsprache bei. Er ist zweifellos identisch mit dem „Herr(n) Stocker aus Hasmersheim“, der am 21. September 1853 auf der Sitzung der Sektion für Mineralogie, Geognosie und Geographie bei der 30. Versammlung deutscher Naturforscher in Tübingen eine „geognostische Specialkarte des untern Neckarkreises von Heilbronn bis Heidelberg“ vorlegte, die aber offenbar nicht im Druck erschienen ist. Denn der anerkannte Geologe Carl Koch wies auf eine Publikation des Arztes über Gipsbergbau und eine Steinsalzbohrung bei Haßmersheim hin und er betonte, Stocker beschäftige sich „viel mit Geognosie und Petrefactenkunde“ und sei in der Lage, „dem reisenden Mineralogen mancherlei Auskunft“ zu erteilen. Der so Gelobte, der auch in der Sektion Geognosie an der 34. Versammlung deutscher Naturforscher und Ärzte in Carlsruhe im September 1858 teilnahm, zeigte sich auch in der „badischen Flora“ bewandert und arbeitete u. a. dem Karlsruher Botaniker und Leiter der Großherzoglich Badischen Hof- und Landesbibliothek Johann Christoph Döll zu, indem er ihm gesammelte Pflanzen übersandte. 1863 wird Stocker mit der Angabe „Arzt in Aglasterhausen“ als Gründungsmitglied des kurzlebigen Vereins für badische Ortsbeschreibung genannt. Am zuletzt genannten Ort ist er im Jahre 1875 schließlich verstorben. 

## Ehrungen
- Dr.-Stocker-Straße in Haßmersheim.[20]

## Schriften
- Auflagerungs-Verhältnisse des Bunten Sandsteines mit dem Wellen-Kalke bei Diedesheim am Neckar. In: Neues Jahrbuch für Mineralogie, Geognosie, Geologie und Petrefakten-Kunde. Jg. 1846, S. 793–797 (online bei Google Books).
- Über den Gipsbergbau und die Steinsalzbohrung bei Haßmersheim. [o. O.] 1847.
- Nachtrag zu G. Leonhard's Mineralien Badens. In: Beiträge zur mineralogischen und geognostischen Kenntniß des Großherzogthums Baden 2 (1853), S. 93 f. (online bei Google Books).[21]